# カアバ
カアバ（カーバ、アラビア語: اَلْكَعْبَة、アラビア語ラテン翻字: al-Kaʿba、発音 [al.ˈkaʕ.ba] ( 音声ファイル)）は、サウジアラビアのメッカ（マッカ）にあるマスジド・ハラームの中央に位置する建造物で、イスラームにおける最高の聖地とみなされている聖殿である。カアバ神殿とも呼ばれる。
科学的な起源はわかっていない一方で、イスラームにおいては預言者とされるアーダムや、イブラーヒームとイスマーイールによって建立されたとされている。ジャーヒリーヤ時代においては多神教の偶像が収められており、多くの巡礼者が訪れていた。630年にムハンマドがマッカを征服すると360体あったとされる偶像は全て破壊され、カアバはイスラームの聖殿となった。その後もカアバは災害や戦乱によってたびたび破壊されたが、そのたびに再建され現在に至っている。
カアバはほぼ立方体をしており、最も長い辺が約12メートル、最も短い辺が約10メートルである。本体は花崗岩や玄武岩から作られた石を積み上げて出来ており、キスワと呼ばれる幕で覆われている。南東角には黒石と呼ばれる石がはめ込まれており、ムスリムはこれを目印にしてタワーフを行う。カアバの内部は大理石で覆われ、3本の柱が屋根を支えている。
イスラームにおける最高の聖地とされているカアバへの巡礼はハッジやウムラと呼ばれ、ムスリムの義務のひとつである。カアバへの巡礼を行うことで様々な功徳が得られると信じられている。また、ムスリムの義務のひとつである毎日の礼拝はカアバに向かって行うことが定められている。

## 名称
「カアバ」という言葉はアラビア語で「立方体」を意味する。カアバはアラビア語においては「アル＝カアバ」とだけ呼ばれることが多いが、「アル＝カアバ・アル＝ムシャッラファ」や「アル＝カアバ・アッ＝シャリーファ」（共に「名誉のカアバ」と訳される）、「アル＝カアバ・アル＝ムアッザマ」（偉大なカアバ）などと修飾されることもある。
カアバが固有名詞化した理由について、水谷 (2010b)によると以下のような諸説がある。
1. アル＝ハーフィズ・アル＝バガウィー（英語版）は『啓示の降りる標識（英語版）』において、カアバが四角いからであり、アラブ人は四角い家をカアバと呼んでいたためであるとしている。
2. ムカーティル・ブン・ハイヤーンは、カアバは格別の家であり、大地から高くなっているのでカアバと呼ばれたとしている。
3. イブン・アル＝アスィールは『預言者伝承解説』において、なんでも高くある状態はカアバなのであり、また同時に立方体だからカアバと呼ばれることになったとしている。

こうした諸説から水谷 (2010b)は、カアバという言葉には「盛り上がって高くなっている」「四角、立方体」という意味があったと推測されるが、聖殿であるカアバが存在するために「カアバ」という言葉にこうした意味が生じた可能性も考えられるため、言葉が先か聖殿が先かは即断できないとしている。

### クルアーンにおけるカアバの名称
クルアーンにおいてカアバは様々な呼称をされている。クルアーンにおけるカアバの呼称を、クルアーンの章句と共に以下に引用する。
- カアバ

- 館

- 聖なるマスジド（マスジド・ハラーム）

クルアーンにおいて「聖なるマスジド」という呼称は15回登場している。
- 古来の館

- 聖なる館

- 最初の館

### そのほかの名称
ヤークート・アル＝ハマウィーが記した『諸国集成』においてカアバは「樹木の周り」を意味する「ドゥーワール」と呼称されている。また、アズラキーが記した『マッカ史』においては「聖所」を意味する「カーディス」や、「珍しい所」を意味する「ナーディル」と呼称されている。

### 日本語での名称
日本語においてカアバは「カアバ神殿」と表現されることが多い。このほか「カアバ聖殿」や「カアバ禁忌殿」とも表現される。日本人で初めてマッカ巡礼を行った山岡光太郎は巡礼記録において「マッカ大礼拝殿」と表現している。また、カアバは「カーバ」とも音写され、全国歴史教育研究協議会・文部科学省はこちらを採用している。

## 所在地

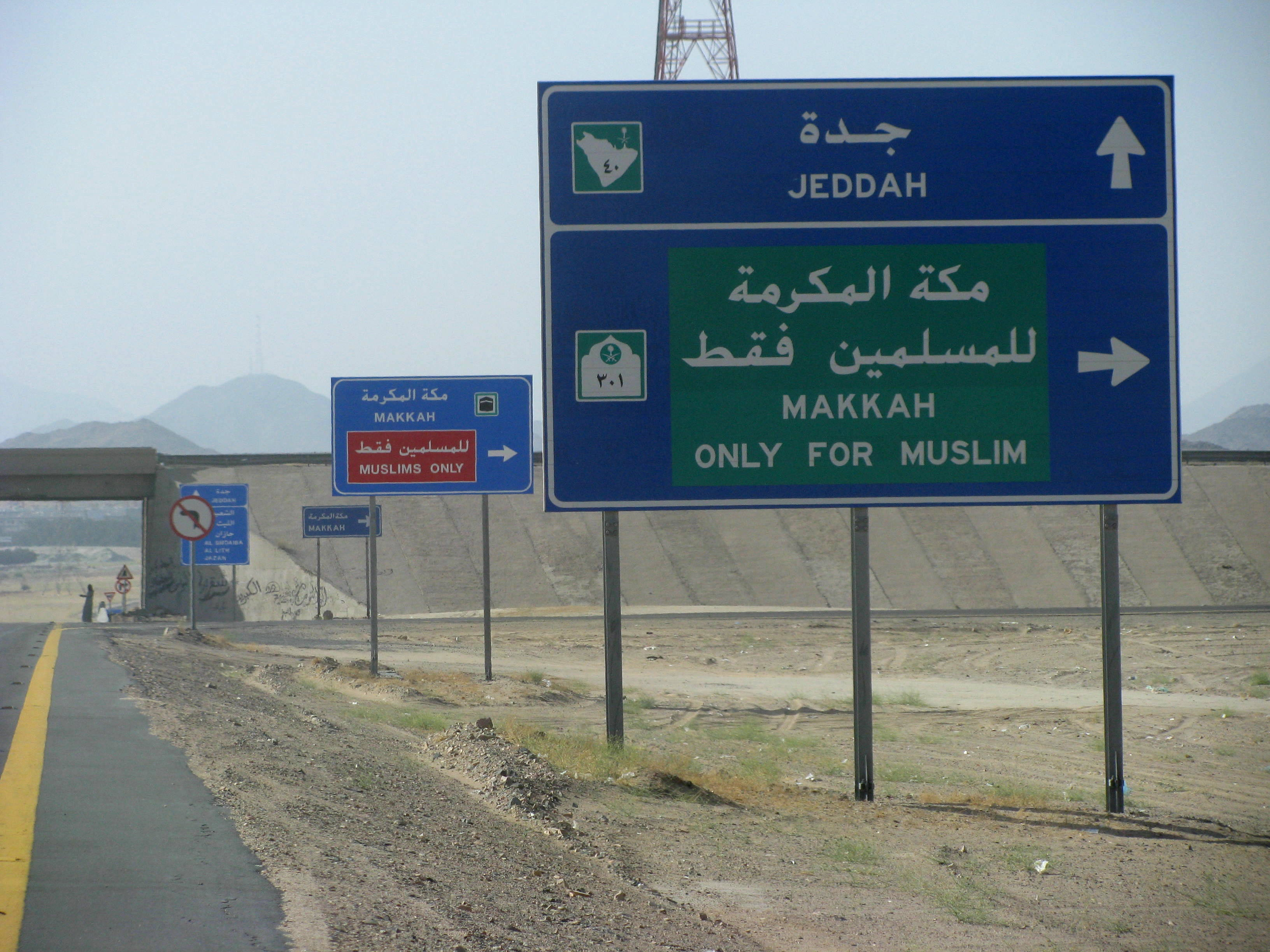
「ムスリムのみ」と書かれたマッカへの案内標識。2009年撮影

カアバは、サウジアラビア王国のマッカ州の州都であるマッカにあるマスジド・ハラームの中庭の中央に位置している。マッカはイスラーム成立以前の多神教の時代から聖地であるとされており、聖地のなかでは戦闘行為や殺傷などが禁じられていた。イスラーム勢力がマッカを征服すると、マッカはイスラームの聖地となった。聖地の範囲はイスラーム成立以前から定められていたが、イスラーム勢力がマッカを征服してから聖地は拡大された。聖地の範囲の確定はウマイヤ朝の時代からサウジアラビア王国成立までに11回行われた。サウジアラビア成立後も確定作業が行われ、2010年現在ではマッカを中心とした東西南北およそ10キロメートルを囲む形で聖地が設置されている。聖地に入るとムスリムは巡礼衣に着替えることが定められている。イスラームを信仰しない者が聖地内に入ることが出来るかどうかは学派によって意見が異なるが、事実上、ムスリム以外がマッカに入ることは禁止されている。
カアバが先にあったところに、これを守るかたちでマスジド・ハラームが徐々に形成されていった。アッバース朝期には南北およそ150メートル、東西およそ200メートルであり、通用門は23個あったという。その後も何世紀に渡る拡張工事が行われ、現在では同時に100万人の礼拝が可能になった。

## 歴史

### 起源
発掘調査によって、マッカには紀元前3,000年頃から人類が住み始めたことが分かっているが、カアバの考古学調査は行われておらず、カアバの科学的な起源は分かっていない。ジャーヒリーヤ時代のアラビアにおいてはアダムが神の命を受けて天にある原型を模して造られたと信じられた。また、後述するように、イスラームにおいてはイブラーヒームとイスマーイールがカアバを築いたとされているが、これはイスラーム成立以降に生み出された伝説である。科学的な起源を確かめる方法はないものの、かなり古くからマッカの谷に四角い壁で囲まれた神殿があったと推測されている。
クラウディオス・プトレマイオスが記した『地理学』に登場する「マコラバ」と呼ばれる場所がマッカだとする説がある。これが事実ならば2世紀前半にはカアバの名声がアラビア半島外にも広まっていてマッカには多くの巡礼者が訪れていたということになる。しかし、蔀 (2018)は、アラビア半島には各地に多くの神殿があったため、たとえプトレマイオスの時代にマッカに神殿があったとしても、これが特別な存在であったという証拠はどこにもないとしている。

### ジャーヒリーヤ時代のカアバ

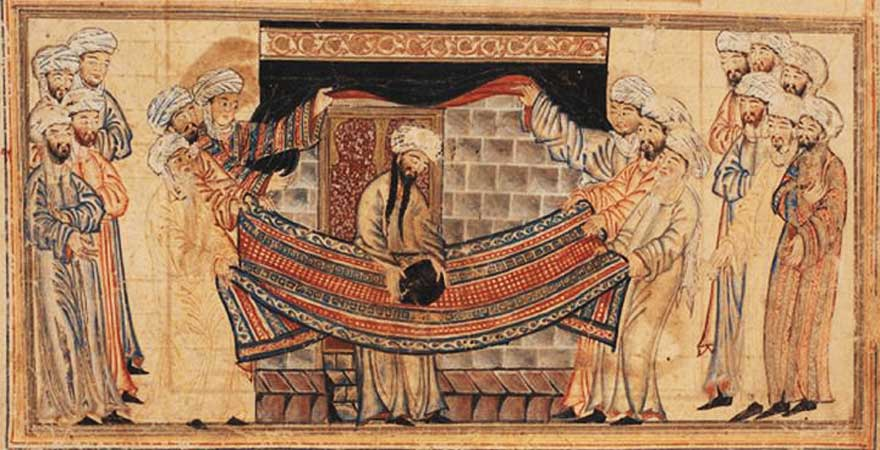
黒石をカアバに収めるムハンマドを描いたミニアチュール。1307年画。

アラビアにおける初期の信仰は岩石や樹木、自然現象を対象とするアニミズム的なものであった。蔀 (2018)は、カアバに埋め込まれている黒石はアラビアにおける聖石信仰の根強さを示しているとしている。
都市や国家が誕生するにつれてアラビアでは特定の神を守護神としてあがめるようになった。こうした神の多くは人もしくは動物の形をした偶像として崇拝されていた。
マッカに住んでいた部族のうち、キナーナ族の支族であるバクル・ブン・アブド・マナート族と、フザーア族の支族であるグブシャーン族がカアバの管理をしていた。5世紀末にマッカに住み着いたとされるクライシュ族は、ムハンマドの5代前の先祖であるクサイイ・イブン・キラーブに率いられマッカを征服した。これによってカアバの守護権はクライシュ族が手に入れた。この頃のカアバは人の背丈ほどの大きさで、屋根のない粗末な祠に過ぎなかったという。
ムハンマドが成人に達したころ、カアバは焼失したとされる。カアバは石造りの建物に改められたが、再建にあたっては紅海沿岸の都市であるジッダに漂着していたビザンツ商人の難破船から集められた廃材が利用されたと伝えられている。このことから、再建されたカアバは少なくとも柱や梁といった骨格部分は木材で組み立てられたと推測されている。黒石が壁にはめ込まれたのもこの再建のときであるとされている。クライシュ族はカアバの高さをもともとの9ズィラーウから倍の18ズィラーウに伸ばしたが、それによって資金が足りなくなったためカアバの南北の長さを3.25メートル短くした。これによって現在カアバの北側に置かれているイスマーイールの囲い所がカアバに入りきらなくなったため現在のように外に置かれたと考えられている。
ジャーヒリーヤ時代のカアバではアッ＝ラート、マナート、アル＝ウッザーなど様々な神が祀られていたが、このなかでもフバルという神が主神の地位を与えられていた。アッバース朝時代の文人であるイブヌ・ル＝カルビーという人物がイスラーム以前のアラブの多神教崇拝について記した『偶像の書』には以下のように記されている。
こうした偶像のほか、カアバ内部の柱には天使や樹木などの絵が掛けられ、金銀のほかに橄欖石やルビー、真珠が収められていたという。また、この時代にはカアバは毎週月曜日と木曜日に開かれていた。中に入る前には履物を脱ぐ習慣だったという。また、妊娠中の女性がカアバの中で出産したという記録も残されている。
カアバにはマッカの周辺住民や遊牧民が礼拝に訪れていた。罪を犯した者もカアバに入れば罪をとがめられることはなかったという。特に、毎年の巡礼月には部族間の争いは全て停止され、アラビア全土から部族民がカアバへの巡礼に訪れていた。

### イスラームによる征服
630年1月にムハンマドが率いるイスラームの軍勢がマッカを征服した。ムハンマドは黒石に触れて「アッラーフ・アクバル」と唱え、ラクダにまたがってカアバを一巡した。その後、ムハンマドはカアバの鍵を受け取って扉を開け、カアバに奉じられていた360体全ての偶像を持っていた杖で打ち壊し、これらに火を放ったとされる。
しかし、ムハンマドは、カアバそのものはイスラームにとっても聖なる礼拝の場であるとして破壊しなかった。また、カアバの鍵はそれまでタルハという一族が預かっており、彼らの去就も問題となったが、ムハンマドはタルハ一族が引き続きその役職にあたることを認めた。

### アブドゥッラー・イブン・アッ＝ズバイルによる再建
ウマイヤ朝の時代になった683年、アブドゥッラー・イブン・アッ＝ズバイルは自らをカリフであると宣言して第二次内乱がはじまった。同年、ウマイヤ朝のカリフであるヤズィード1世はマッカにシリア軍を派遣して反乱軍への攻撃を行った。カアバはシリア軍から投石機による攻撃を受けた。攻撃のなかでカアバの近くに張ってあったテントから火の粉が飛んでキスワに引火し、カアバは倒壊した。同年のヤズィード1世の死去にともなって戦闘が終了したのち、イブン・アッ＝ズバイルはカアバの取り壊しと再建を決定した。カアバの取り壊しが決まると、マッカの住民の中にはアッラーを恐れておよそ5キロメートル先のミナーに避難した人が多かったという。取り壊しは684年または685年に行われた。
再建されたカアバは倒壊前よりも拡張され、クライシュ族による再建以前のカアバと同じ面積となり、イスマーイールの囲い所がカアバ内部に戻された。ただし、クライシュ族の再建前には半円形だったカアバの北側の一辺は直線となった。カアバの高さはクライシュ族による再建より9ズィラーウ高い27ズィラーウとなり、扉は東側と西側に地面の高さに設けられた。柱の本数は6本から3本に減らされ、天井は二重構造となった。黒石は火事によって3つに割れたため、銀製の枠に嵌め込まれた。
このイブン・アッ＝ズバイルによる再建は、ムハンマドの妻であるアーイシャが語ったムハンマドの伝承によるものによった。伝承では、ムハンマドは大きい規模のカアバを望んでおり、扉は地面から高い位置ではなく地上に、東西に2つあって人の出入りを滞らせない姿を望んでいたという。

### アル＝ハッジャージュ・ブン・ユースフによる再建
692年、マッカはウマイヤ朝5代カリフであるアブドゥルマリクが派遣したアル＝ハッジャージュ・ブン・ユースフによる攻撃を受けた。この戦いの中でイブン・アッ＝ズバイルは戦死し、第二次内乱は鎮圧された。アル＝ハッジャージュ・ブン・ユースフは、アブドゥルマリクにカアバをどうするべきか指示を仰いだ。これに対しアブドゥルマリクは、イブン・アッ＝ズバイルによる再建以前のカアバに戻すように命令した。アブドゥルマリクはアーイシャが伝えるムハンマドの伝承を知ったのはこの再建ののちであったという。
カアバはイブン・アッ＝ズバイルによる再建以前のものに戻されたが、高さはイブン・アッ＝ズバイルが再建した際の27ズィラーウのままにされた。このほか、扉や内部の柱、イスマーイールの囲い所は金属製になり、カアバ内部の床と壁は赤、緑、白色からなる大理石となった。カアバの土台部分であるシャーザルワーンはこの再建の際にとりつけられた。このアル＝ハッジャージュ・ブン・ユースフによって再建されたカアバが、少々の修復を除けば大きな改築は行われないまま1,000年近く維持されることとなった。

### カルマト派による略奪
930年1月、現在のバーレーンに本拠地を置いたシーア派の一派であるカルマト派によってカアバが略奪された。彼らはカアバの扉に張ってあった黄金の延べ棒を引きはがし、内陣の金や銀、宝石などの装飾品を強奪したほか、黒石を奪い、キスワをはぎ取って持ち去った。奪われた黒石はアッバース朝が代償金を支払って、951年に元に戻された。現在、黒石は13個に割れているが、この略奪の際に割れたと考えられている。

### オスマン帝国

#### ムラト4世時代の再建

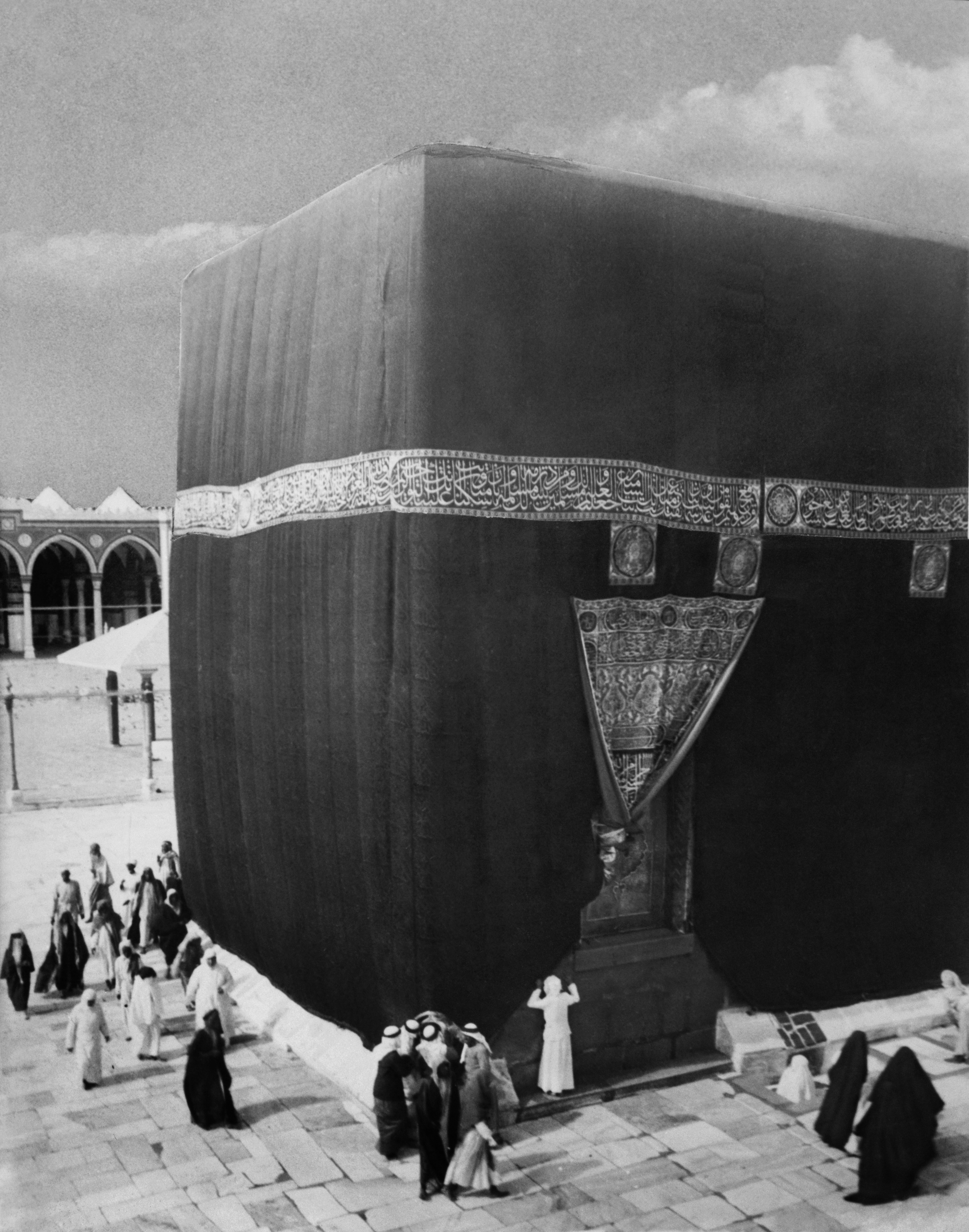
カアバ。1910年撮影。

オスマン帝国時代の1630年4月2日から3日（ヒジュラ暦1039年8月19日から20日）にかけて、マッカ地方を豪雨が襲った。これによって洪水が発生し、カアバは半分水浸しとなった。やがて東西両側面の壁と北東側の角が崩落を始めたため、雨どいなど金属製品を中心として貴重品が避難させられた。雨が収まるとカアバ周辺の清掃が行われ、4日（21日）の金曜礼拝は執り行われた。翌週の12日（29日）にはマッカの太守や有識者・有力者による協議が行われ、ムラト4世に対してカアバ再建の費用についての書簡が送られた。洪水から2か月後、カアバを覆う高さ3メートルほどの木製の囲い壁が設けられ、囲い壁には緑色の布がかけられた。オスマン朝廷からの反応が遅かったため、エジプト太守であったリドワーン・ベイはオスマン朝廷の回答を待たずして修復作業の準備を開始した。1631年（ヒジュラ暦1040年4月）、スルターンの代理人が到着し、工事が着手された。しかし同月にはまた豪雨があり、カアバの壁はさらに被害を受けた。翌月には壁石の取り外しが行われ、マカーム・イブラーヒームも移動された。ヒジュラ暦の9月（ラマダーン月）1日、カアバにキスワがかけられた。金製と銀製の灯明がそれぞれ20個と30個が掛けられ、12月2日に全ての修復作業が完了した。
オスマン帝国によって再建されたカアバは、長さ、高さともに再建前のものが踏襲された。黒石には竜涎香が埋め込まれ、木の油で固定された。また、銀製の防護枠が嵌められた。水谷 (2010b)によると、この再建にかかった費用を記した史料がなく、そもそも費用は度外視されていたとしている。
1680年には再びマッカを豪雨が襲い、カアバの扉の鍵穴まで水で浸かったという。

#### ワッハーブ派による占領
1803年5月2日、ワッハーブ王国の軍勢がマッカを占領した。ワッハーブ王国はその後10年間マッカを占領し、その間にカアバの北西にあったハージャルとイスマーイールの墓や、東にあったザムザムの泉のドームを破壊した。その後、ワッハーブ王国は1813年にエジプト総督のムハンマド・アリーの攻撃によりマッカから退却した。

### サウジアラビア王国

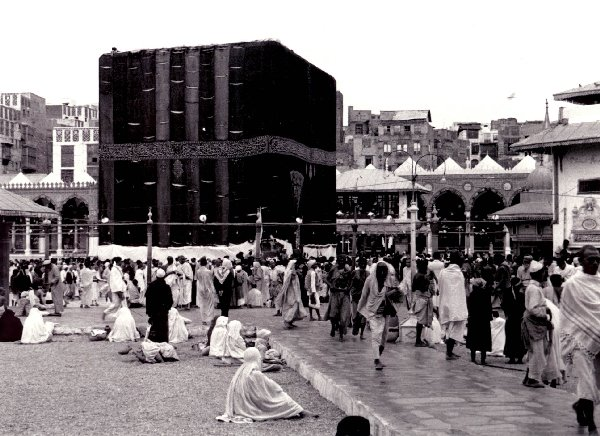
カアバ。1937年撮影。

1932年にサウジアラビア王国が建国された。サウジアラビアの初代国王であるアブドゥルアズィーズはムラト4世以来の扉を新調した。2代国王のサウード1世は黒石の銀枠をスターリングシルバーにし、カアバ内部の屋上への階段を新調した。3代国王であるファイサルはカアバの改築は行わなかったが、ザムザムの泉の給水所やミンバルをカアバから遠ざけ、マカーム・イブラーヒームを小屋から小型の保護楼に切り替えた。4代国王であるハーリドは黒石の銀枠と扉を新調した。

#### ファハドによる改修
カアバは雨や湿気、地面から来る虫による腐食や破損に侵されていた。これを受け、5代国王であるファハドは1995年におよそ360年ぶりとなる全面的な改修を行った。外壁の石材の間のモルタルの強化や改修、天井梁の入れ替え、劣化した壁石の除去、雨樋を鉄製のものに更新、土台（シャーザルワーン）を石製から大理石製への置換などが行われた。また、屋根は1957年に2代国王のサウードによって改修されていたが、これをさらに手を加え、石製だった屋根の基礎部分を強化セメントに、木製だった屋根は軽量セメントに変えられ大理石で覆った。

## 建築
カアバは、黒い立方体の建築物である。大理石の基盤の上に建てられており、四隅はほぼ東西南北を指している。カアバ本体の壁は古い火山の噴火でできた花崗岩や玄武岩から出来た石が26段積み上げられたものである。屋根の基礎部分はかつては石製だったが強化セメント製に、屋根は大理石で覆われた軽量セメント製の二重構造の平屋根となっている。地上2メートルの高さのところに入り口があり、普段は外されている階段を用いて入ることが出来る。

### 外部

カアバの平面図

カアバの大きさは、東側の扉がある辺が11.68メートル、北側のイラク角とシリア角に挟まれた辺が9.90メートル、西側のレバノン角とイエメン角に挟まれた辺が12.04メートル、南側の黒石角とイエメン角に挟まれた辺が10.18メートルである。カアバの大きさについては、長さの単位であるズィラーウが「鉄のズィラーウ」や「腕のズィラーウ」など様々あったことから論争があったが、1983年に行われた改装の際の公式発表によって決着がついた。
北東に向かう面が正面であり、その左端の地上高さ1.5メートルのところに黒石がはめ込まれている。カアバの壁は古い火山噴火でできた花崗岩や玄武岩から出来た石が26段積み上げられているが、このうち15段目のみが他のものより薄くなっている。これはイブン・アッ＝ズバイルによって高さが18ズィラーウから27ズィラーウ（13.46メートル）とされる前の頂点だという。
カアバの屋根は平屋根ではあるが北西に向かって緩い勾配があり、ミーザーブと呼ばれる雨どいに続いている。天井は二層構造となっており、2ズィラーウ（およそ1メートル）の間隔があけられている。屋根の表面は大理石で覆われ、光取りのために4つの穴が開けられている。
1. 黒石
2. 扉
3. ミーザーブ
4. シャーザルワーン
5. イスマーイールの囲い所
6. アル＝ムルタザム
7. マカーム・イブラーヒーム
8. 黒石角
9. イエメン角
10. シリア角
11. イラク角
12. キスワ
13. タワーフの始点と終点を示す大理石の模様

#### 黒石

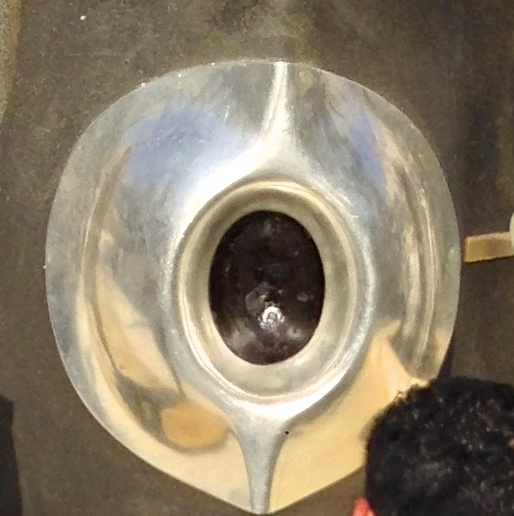
黒石。2013年撮影。

黒石は、カアバの南東角の高さ1.5メートルのところに置かれた直径約30センチメートルほどの石である。コーティングされているため全体は赤みがかっており、中心部に黒い点が7個ある。アッバース朝のカリフであるハールーン・アッラシード以来より黒石は銀製の枠にはめ込まれている。イスラームにおいてはイブラーヒームがカアバを建設したときに大天使ジブリールより授かったものであり、元々は白かったが人間の罪に触れていくうちに黒くなったとされている。マッカを巡礼するムスリムはこの黒石を起点として7回のタワーフを行う。

#### 扉

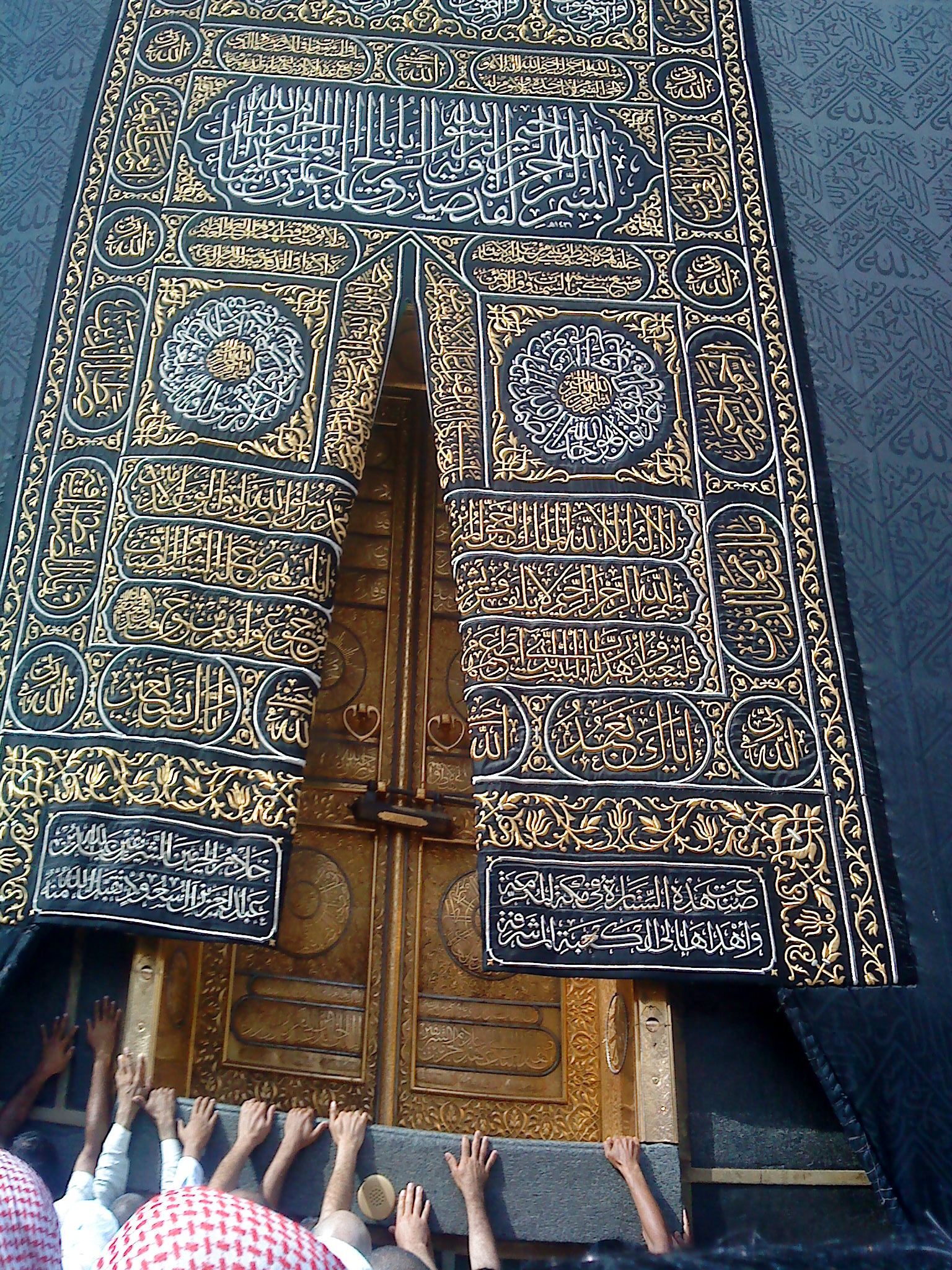
カアバの扉。2011年撮影。

カアバの扉は高さ3.18メートル、幅は両面で1.71メートル、地面からの高さは2.22メートルある。現在では東側にのみ設けられているが、イブン・アッ＝ズバイルによる再建の際には西側にも設けられ、高さは1.51メートルのところにあった。1155年のアッバース朝カリフのアルムクタフィーを始め様々な支配者より扉が寄贈されてきたが、現在では1979年にサウジアラビア国王のハーリドにより新調された扉が用いられている。

#### ミーザーブ

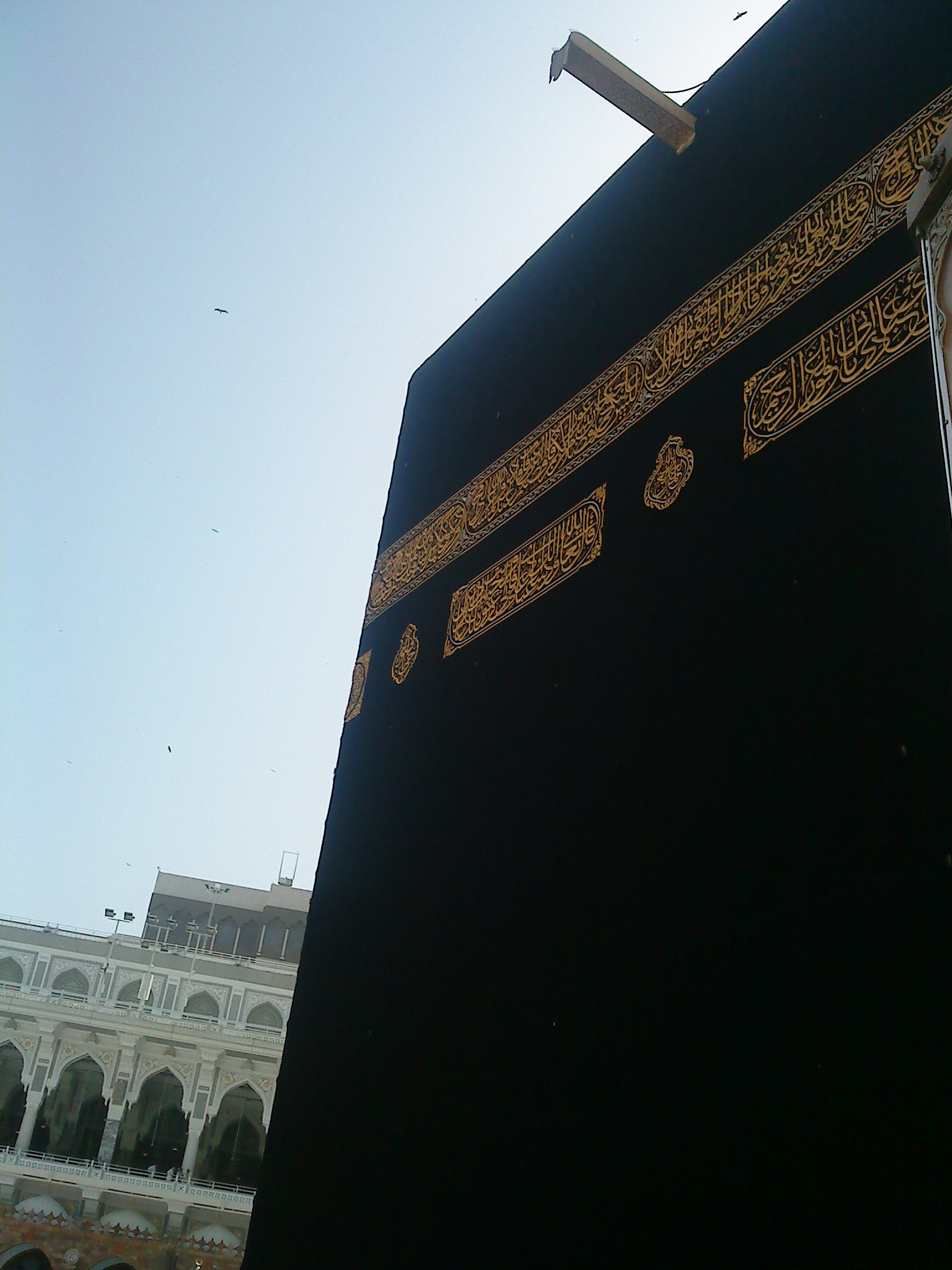
キスワとミーザーブ。2011年撮影。

ミーザーブ（雨樋）はカアバの屋上に付けられた雨樋である。ミーザーブはカアバから外に出ているのがおよそ1.92メートル（4ズィラーウ）、幅はおよそ指8本分、カアバの壁におよそ50センチメートルほど入り込んでいる。クライシュ族によって初めてとりつけられ、その後はその時の支配者によって何度も取り換えられた。現在ではサウジアラビア国王のファハドが新調したものが用いられている。

#### シャーザルワーン
シャーザルワーンは、カアバの壁の最下部にある張り出した部分である。このシャーザルワーンは北側にのみなく、残りの三辺の張り出しがシャーザルワーンとして大理石で装飾されている。かつては石製であったが1996年にサウジアラビア国王のファハドによって大理石製に取り換えられた。シャーザルワーンがカアバの内部か外部であるかはイスラーム法学派によって分かれている。シャーフィイー学派とマーリク学派は内部であるとする一方で、ハナフィー学派は外部であるとしている。

#### イスマーイールの囲い所

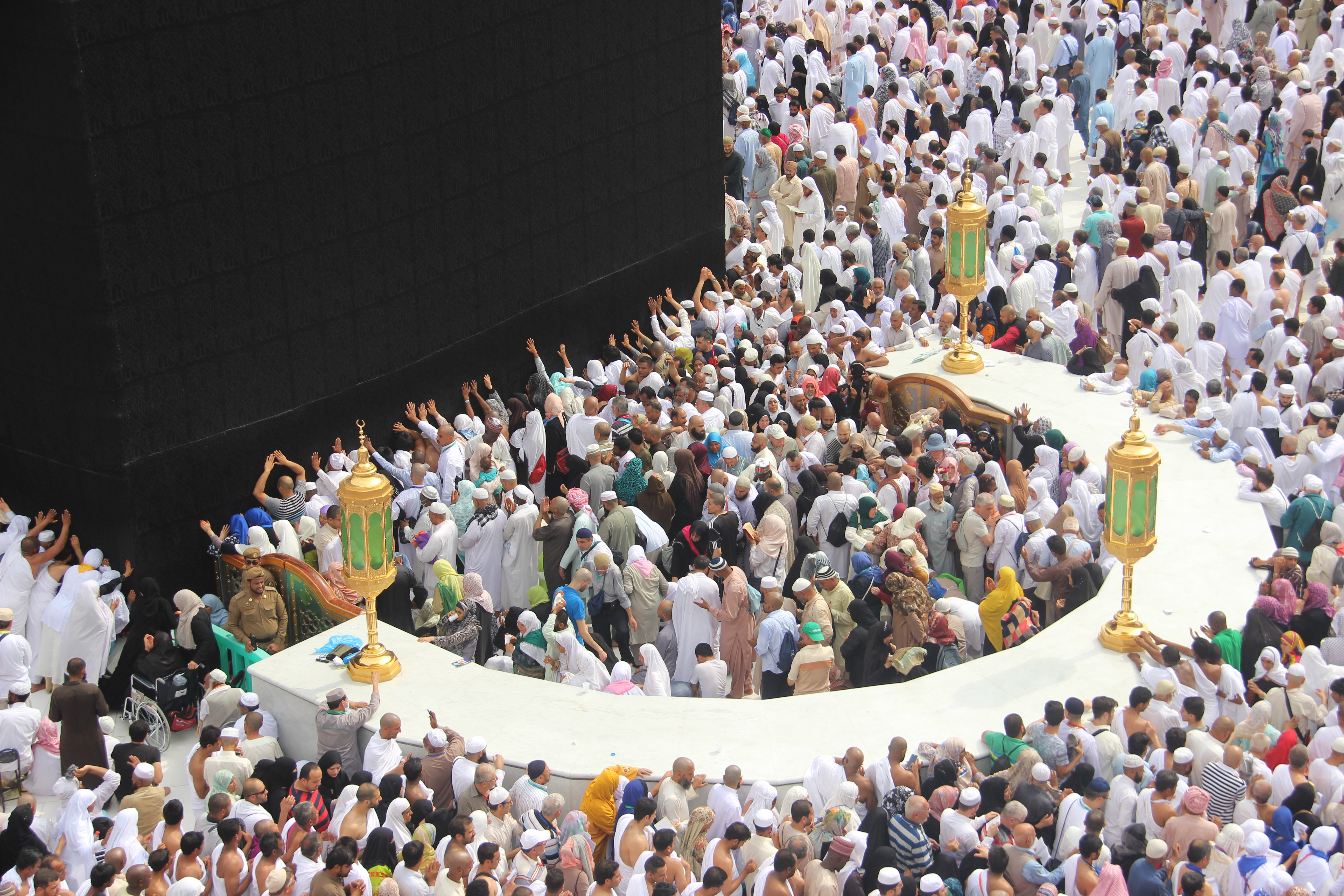
イスマーイールの囲い所

ハティーム、またはイスマーイールの囲い所は、高さ1.3メートル、厚さ1.5メートル、内側の直径8メートルほどの半円形の造形物である。ここにはイスマーイールとその母であるハージャルが埋葬されているとされており、イブン・アッ＝ズバイルがカアバ再建のためにここを掘り起こしたところ、墓とみられる緑色の石が出てきたという。
滅多に雨が降らないマッカにおいて雨が降った際にはイスマーイールの囲い所でミーザーブからあふれてくる水を得ようとしたという。

#### マカーム・イブラーヒーム

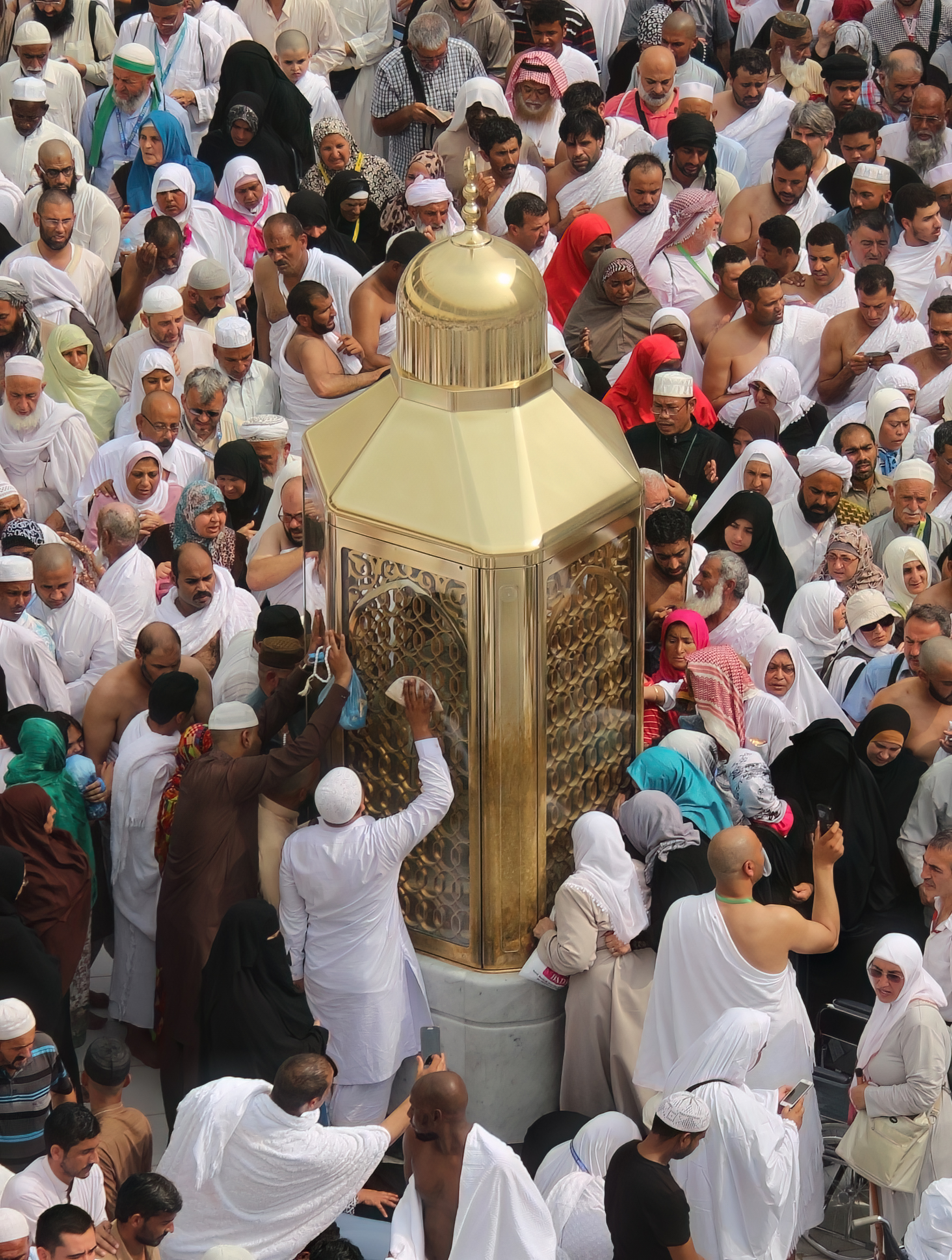
マカーム・イブラーヒーム。2016年撮影。

マカーム・イブラーヒームは、アッラーにカアバの建築を命ぜられたイブラーヒームが高いところに石を積み上げる際に立ったと伝えられている石である。この石にはイブラーヒームの足跡とされる窪みがあるが、長い年月をかけて多くの人々が触って石が削られたため、指の形は残っていない。このお立ち台の手前にはザムザムの泉がある。マカーム・イブラーヒームはアッバース朝のカリフであるマンスールによって金製の枠で保護された。その後、飾り楼に入れられ、ヒジュラ暦871年には3メートル四方のマクスーラと呼ばれる建物に入れられた。しかしマクスーラは礼拝の障害となったため1964年にサウジアラビア政府はマクスーラを取り払い、フランス製の水晶の入れ物に入れられた。そして水晶の入れ物は小型の保護楼に入れられることとなった。

#### 角
カアバの4つの角はそれぞれ、北東側はイラク角（別名ヒジュル角）、北西側はシリア角（別名マグレブ角）、南東側は黒石角、南西側はイエメン角と呼ばれる。これらのうち、黒石角とイエメン角は前2つに比べ重視されている。タワーフを行うムスリムはこれら2つの角を通る際にこれらに向かって挨拶し、両角の間では祈りの言葉を上げることになっている。これら2つの角が重視される背景として、クライシュ族によるカアバ再建の際にこれら2つの角のみイブラーヒーム時代の規模だったためという説がある。しかしイエメン角に限ると、ムハンマドがイエメン角を重視したというスンナがあることがイエメン角を重視する直接的な理由となっている。

#### キスワ
キスワはカアバを覆う幕である。下記するカアバ内部の垂れ幕もキスワと呼ばれるが、通常キスワと呼ばれるものはこの節で扱うカアバを覆う布を指す。キスワは年ごとに新しく張り替えられることになっている。現在のものは金の糸で刺繍された黒色のものが多いが、かつては白や緑のものもあったという。キスワをかけることはジャーヒリーヤ時代からの慣行であり、アッバース朝のカリフであったナースィルが黒色のキスワを奉納してから黒色が定着したという。キスワを奉納する権利はイスラーム世界でただ1人の君主に限るとされていた。例えばマムルーク朝時代には、エジプトにいたマムルーク朝のスルターンにのみこの権利が認められており、毎年のラジャブ月（7月）に大規模な巡礼団がキスワを運んだ。マムルーク朝が滅亡するとこの権利はオスマン帝国に継承され、現在ではサウジアラビア王国がキスワを奉納している。普段はおおわれているが、礼拝の時のみ下部が巻き上げられる。

### 内部
カアバの内部は大理石が敷かれており、3本の直径50センチメートルほどの木の柱が2.35メートル間隔で置かれ屋根を支えている。香料を置く机が壁際に置かれ、天井からはランプがぶら下がっている。北東の角側には天井へ上るための階段への戸口と、それを覆う黒色のカーテンが設けられている。壁には「アッラーに称賛あれ」「偉大なアッラーに讃えあれ」などと書かれた緑色の垂れ幕が掛かっている。
現在、カアバに入る機会は稀であり、国際会議などのあとで参加者への記念行事や、各国指導者に対する行事、また、年2回の清掃の際にカアバへの入殿が行われる。しかし、ジャーヒリーヤ時代には毎週月曜日と木曜日、あるいは月曜日と金曜日に開かれており、イブン・ジュバイルの記録においてもラジャブ月に限り、これが行われていたという。

## イスラームにおける位置づけ

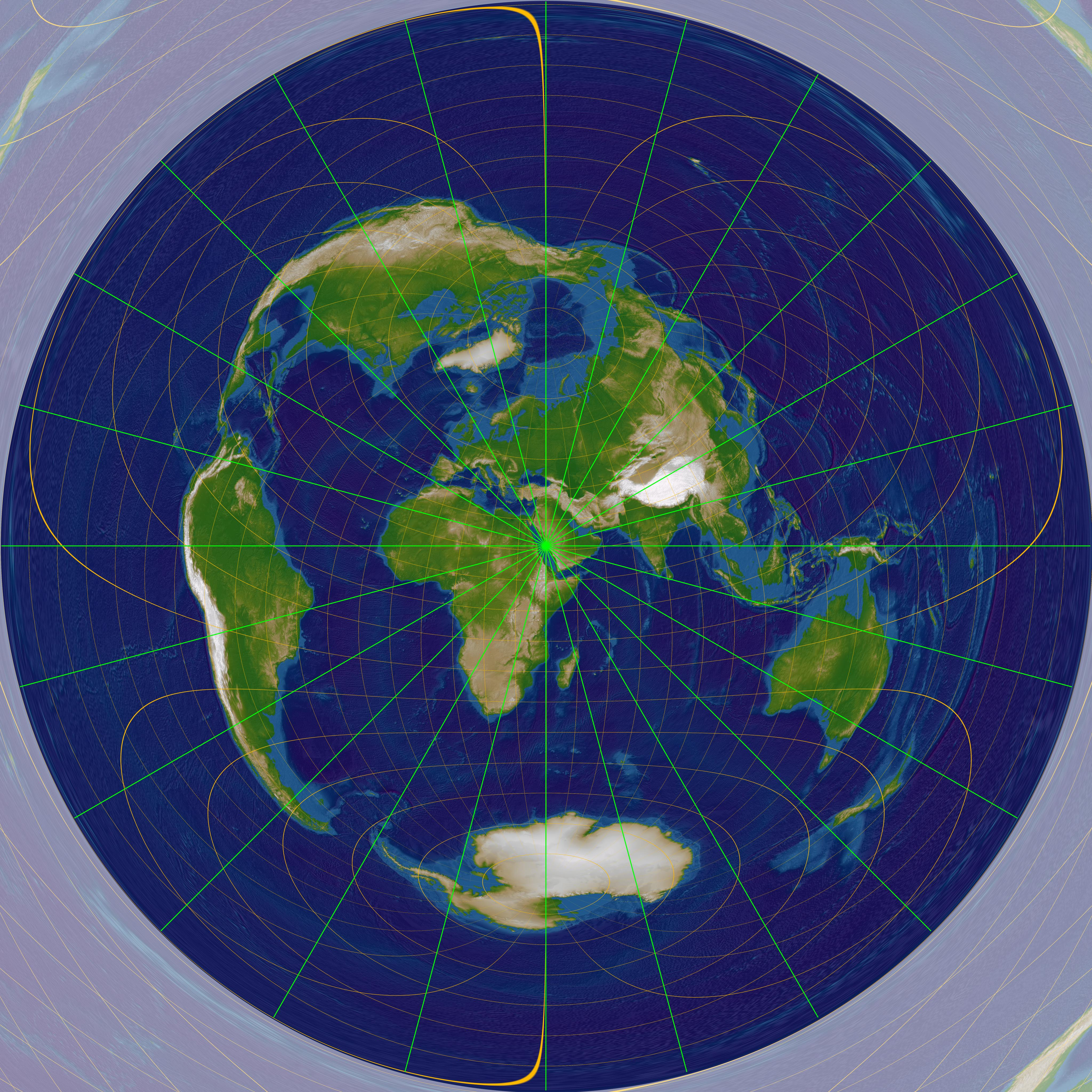
マッカを中心とした正距方位図法の世界地図。

イスラームにおいて、カアバは世界の中心であると考えられている。『諸国集成』を記したヤークートはカアバについて以下のような伝承を伝えているほか、現代においてもサウジアラビア政府公式の研究書では「カアバが地球、そして大地の中心にある」とされている。グルーネバウム (2002)によると、こうした考え方はユダヤ教徒やキリスト教徒の間で語られていた宇宙論をカアバに転用したものだという。

### イスラームにおけるカアバの起源
イスラームにおいてカアバは、人類の祖であり最初の預言者とされるアーダム（アダム）が楽園を追われて現在のインドやスリランカをさまよった後に、マッカから南東およそ25キロメートルのところにあるアラファートの丘でハウワー（イヴ）と再会し、アッラーの命を受け、天にあって天使たちが周りを回る礼拝所である「参拝の館」を雛形にして天使の手助けを借りながらカアバを建造したとされている。このとき作られたカアバは石を少々積み上げただけのものであり、その後の預言者によって改装が行われたと信じられている。ただし、『クルアーン』にはアーダムとマッカを結び付ける記述はないため、後藤 (1991)は、アーダムとマッカの関係はムハンマドの死後にイスラームに持ち込まれたものであるとしている。
預言者のひとりとされるヌーフ（ノア）はカアバで礼拝をおこなったが、その後に起こった大洪水でカアバは水没し、その後は崩壊したか土に埋もれたと信じられている。およそ1000年後、預言者のひとりであり、人類史上初のムスリムであるとされているイブラーヒームが天使の助けを借りてカアバを再建した。イブラーヒームはマッカの周囲にある山々からカアバの石材を採取し、壁がある程度の高さになると石の上に立って作業をしたとされている。その時の石がマカーム・イブラーヒームであるとされている。こうしてイブラーヒームが建てたカアバが2代目であるとされている。完成したのち、イブラーヒームはマカーム・イブラーヒームの上から巡礼の義務について説き。その後、天使ジブリールから黒石を授かったとされている。イブラーヒームとその息子であるイスマーイールによる再建は『クルアーン』の第2章127節、第3章96節、第22章26、27節にも記されている。

### 礼拝・巡礼
イスラームにおいて、カアバが位置するマスジド・ハラームへの巡礼は5つの義務のひとつに入っており、全てのムスリムは生涯の中で少なくとも1度は行うべきであるとされている。また、カアバへの礼拝を行うことで様々な功徳が得られると信じられている。
ガザーリーは以下のようなムハンマドの伝承を伝えている。

#### キブラ
ムスリムの義務のひとつである1日5回の礼拝では必ずカアバに向かって礼拝をしなければならない。このカアバの方向はキブラと呼ばれる。モスクには壁に設けられたアーチ型の窪みであるミフラーブがある。これはキブラを示すものであり、モスクになければならない構成要素とされている。このミフラーブの大きさや形はモスクによって異なるほか、大きいモスクだと2、3個のミフラーブが設けられている場合がある。
かつてヒジュラを行ったムハンマドやムスリムがマディーナにいたころ、礼拝はユダヤ教徒と同様にエルサレムに向かって行われていた。しかし624年のはじめ、ムハンマドはキブラをカアバに改めた。

#### タワーフ
タワーフとは、カアバの周りを7周回る勤行であり、マッカ巡礼で最初に行う儀礼である。7周回る理由について水谷 (2010a)は、『クルアーン』第2章29節に「（アッラーは）七つの天を完成された」とあるほか、アッラーは地上から7階層上の天にいると信じられているなど、イスラームにおいて7という数字が特別視されているためであるとしている。タワーフはジャーヒリーヤ時代から行われていたが、ジャーヒリーヤ時代には巡礼の最後に行うものとされていた。タワーフについて『クルアーン』には以下のように記されている。
タワーフは黒石を起点として始められ、7周回ったのちにマカーム・イブラーヒームでタワーフをやめる。タワーフを終えたのちは両手を上げて壁かキスワに触れながら神を讃える言葉を述べる。それが終わるとマカーム・イブラーヒームのあたりまで下がって礼拝を行う。
かつてはタワーフの途中にカアバの北西にあったイスマーイールとハージャルの墓に詣でていたが、1803年にマッカを占領したワッハーブ王国によってこれらの墓は破壊された。

## 保守

### 守護職
カアバの守護職はサダーナと呼ばれ、カアバの鍵を預かっている。ジャーヒリーヤ時代よりカアバの鍵を預かっていたタルハ一族の子孫であるシャイバ家がこの役職に就いている。サダーナはカアバの工事の際には24時間寝ずの番にあたるほか、キスワの交換作業もサダーナが行う。サダーナは男子直系、世襲制で引退はない。オスマン帝国時代にはダール・アル＝ミフターフ（鍵の館）という建物がマスジド・ハラームのサファー門の近く設けられ、シャイバ家は長くそこに住んでいたが、1954年のマスジド・ハラームの拡張工事の際にこれは取り壊され、シャイバ家はサウジアラビア政府が用意した住居に移り住んだ。

### 清掃

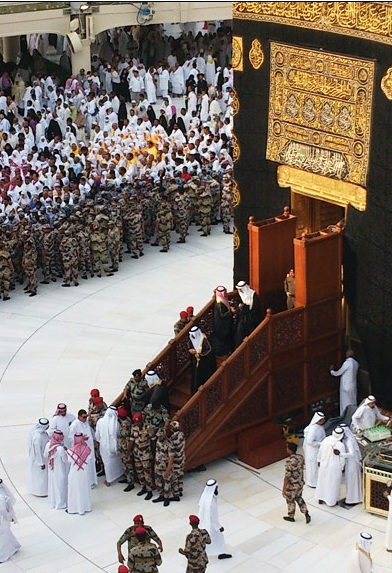
カアバの清掃式典の様子

カアバ外部の清掃は、かつては奴隷によって行われていたが、現在では管理会社によって行われている。外部の清掃においてはイスマーイールの囲い所やランプの管理などが行われている。
初めてカアバ内部の洗浄を行ったのは、カアバ内にあった偶像を取り除いたムハンマドであるとされている。現在、カアバ内部の洗浄はラジャブ月1日と巡礼月1日に行われる。洗浄はサダーナの名誉職に就いているシャイバ家が取り仕切ることになっているが、実際にはサウジアラビア政府の鍵管理庁が全体の作業を取り仕切っている。洗浄後は乳香などの香料が炊かれ、薔薇水やアロエ水などが撒かれる。洗浄はサウジアラビア国王、またはその代理人の主催で行われ、サウジアラビア内外よりイスラーム関係諸国の政府関係者が招待される。